# Ruda (Krouna)

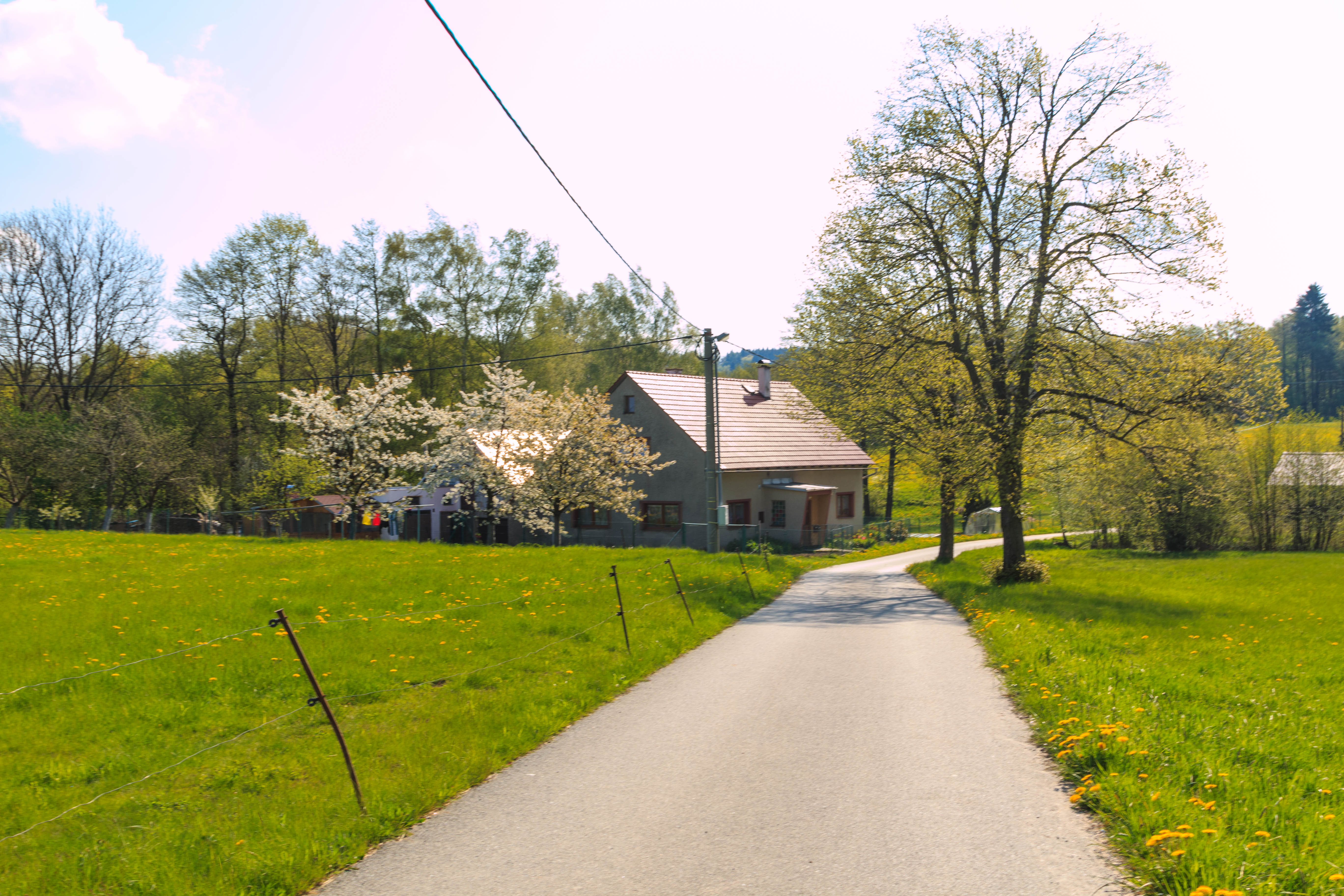
Haus Nr. 2

Ruda ist ein Ortsteil der Gemeinde Krouna in Tschechien. Er liegt fünf Kilometer nordöstlich von Svratka und gehört zum Okres Chrudim.

## Geographie
Die Streusiedlung Ruda befindet sich linksseitig des Baches Čachnovský potok im Norden der Saarer Berge (Žďárské vrchy) im Landschaftsschutzgebiet CHKO Žďárské vrchy. Gegen Süden erstreckt sich das ausgedehntes Waldgebiet des Karlsteiner Forstes. Anderthalb Kilometer nördlich verläuft die Bahnstrecke Svitavy–Žďárec u Skutče. Östlich erhebt sich der Plotník (706 m n.m.), im Südosten die Bukovina (756 m n.m.) und der Spálený kopec (766 m n.m.).
Nachbarorte sind Pustá Kamenice, Radčany und Na Kopci im Norden, Bukovina im Nordosten, Plotník, Cerkytle und Borová im Osten, Bukovina, Blatina, Damašek und Březiny im Südosten, České Křižánky und Karlštejn im Süden, Naděje und Svratouch im Südwesten, Čachnov im Westen sowie Pleskotka, Porostliny und Pec im Nordwesten.

## Geschichte
Ruda wurde wahrscheinlich im 15. Jahrhundert im Zuge der Anlegung eines Eisenerzbergwerkes als Ansiedlung von Bergleuten in den zur Herrschaft Richenburg gehörigen Wäldern gegründet. Der Name der Siedlung leitet sich vom tschechischen Wort für Erz her. Das Eisenerzbergwerk wurde 1829 wegen mangelnder Wasserlösung stillgelegt und 1834 gänzlich aufgelassen.
Im Jahre 1835 bestand das im Chrudimer Kreis gelegene Dominikaldorf Ruda bzw. Rudda aus 18 Häusern, in denen 96 Personen lebten. Im Ort gab es eine Mühle. Die Bewohner waren zumeist ehemalige Bergleute, die nun vom Flachs- und Kartoffelbau, Tagelöhnerei und etwas Handel lebten. Vom Bergwerk zeugten noch eine große mit Wasser gefüllte Pinge; Halden sowie teils noch offenen Schächte und Stollen im Ort und dem angrenzenden Wald. Ruda unterstand dem Gericht in Čachnow. Pfarrort war Wüst Kamenitz. 1843 war das Dorf auf 108 Einwohner angewachsen. Bis zur Mitte des 19. Jahrhunderts blieb Ruda der Herrschaft Richenburg untertänig.
Nach der Aufhebung der Patrimonialherrschaften bildete Ruda ab 1849 einen Ortsteil der Gemeinde Čachnov im Gerichtsbezirk Hlinsko. Ab 1868 gehörte das Dorf zum politischen Bezirk Chrudim. 1869 hatte Ruda 111 Einwohner und bestand aus 19 Häusern. Im Jahre 1900 lebten in Ruda 95 Personen, 1910 waren es 99. 1930 hatte Ruda 107 Einwohner. 1949 wurde das Dorf dem Okres Polička zugeordnet, seit 1961 gehört es wieder zum Okres Chrudim. Am 1. Januar 1976 erfolgte die Eingemeindung nach Krouna. Beim Zensus von 2001 lebten in den 18 Häusern von Ruda 13 Personen.

## Ortsgliederung
Der Ortsteil Ruda ist Teil des Katastralbezirkes Čachnov.

## Sehenswürdigkeiten
- Von Ruda führt eine geradlinige Ahornallee durch den ehemaligen Hirschgarten zum Schloss Karlštejn.